# Illa d'al-Muharraq
L'illa d'al-Muharraq (àrab: جزيرة المحرق, jazīrat al-Muḥarraq) és la tercera illa en superfície de l'arxipèlag de Bahrain (precedida per les illes de Bahrain i d'Hawar). La seva capital és al-Muharraq, antiga capital de Bahrain. Les altres poblacions de l'illa són: 
- Al Dair
- Arad
- Busaiteen
- Hidd
- Galali
- Halat Bu Maher
- Halat Nuaim
- Halat Seltah
- Samaheej

A l'illa hi ha l'aeroport Internacional d'al-Muharraq (Bahrain International Airport) i l'aeròdrom d'al-Muharraq.
L'illa es deia antigament Arad. Els Al Khalifa s'hi van establir al segle xix i hi van residir fins al 1923. A l'illa predominava el comerç, la pesca i sobretot les perles. La seva població era de 38.500 habitants el 1905 dels quals 20.000 a la capital i 8.000 a al-Hadd (Hidd).